# Puerto de Codos - Encinacorba
Puerto de Codos - Encinacorba este o arie protejată (arie specială de conservare — SAC, sit de importanță comunitară — SCI) din Spania întinsă pe o suprafață de 1.239,36 ha, integral pe uscat.

## Localizare
Centrul sitului Puerto de Codos - Encinacorba este situat la coordonatele 41°18′12″N 1°19′42″W / 41.3033°N 1.32821°V.

## Înființare
Situl Puerto de Codos - Encinacorba a fost declarat sit de importanță comunitară în aprilie 1999 pentru a proteja 1 specie de plante și 2 specii de animale. Situl a fost protejat și ca arie specială de conservare în februarie 2021.

## Biodiversitate
Situată în ecoregiunea mediteraneană, aria protejată conține 1 habitat natural: Păduri de Quercus ilex și Quercus rotundifolia.
La baza desemnării sitului se află mai multe specii protejate:
- plante (1): Centaurea pinnata
- mamifere (2): liliacul mediteranean cu potcoavă (Rhinolophus euryale), liliacul mic cu potcoavă (Rhinolophus hipposideros)

Pe lângă speciile protejate, pe teritoriul sitului au mai fost identificate 5 specii de plante, 25 de specii de păsări, 3 specii de mamifere, 1 specie de nevertebrate.